# GeForce 16
GeForce 16 – rodzina procesorów kart graficznych (GPU) stworzona przez firmę Nvidia. Seria została oficjalnie wprowadzona wraz z pojawieniem się karty graficznej GeForce GTX 1660 Ti, czyli 22 lutego 2019 r.

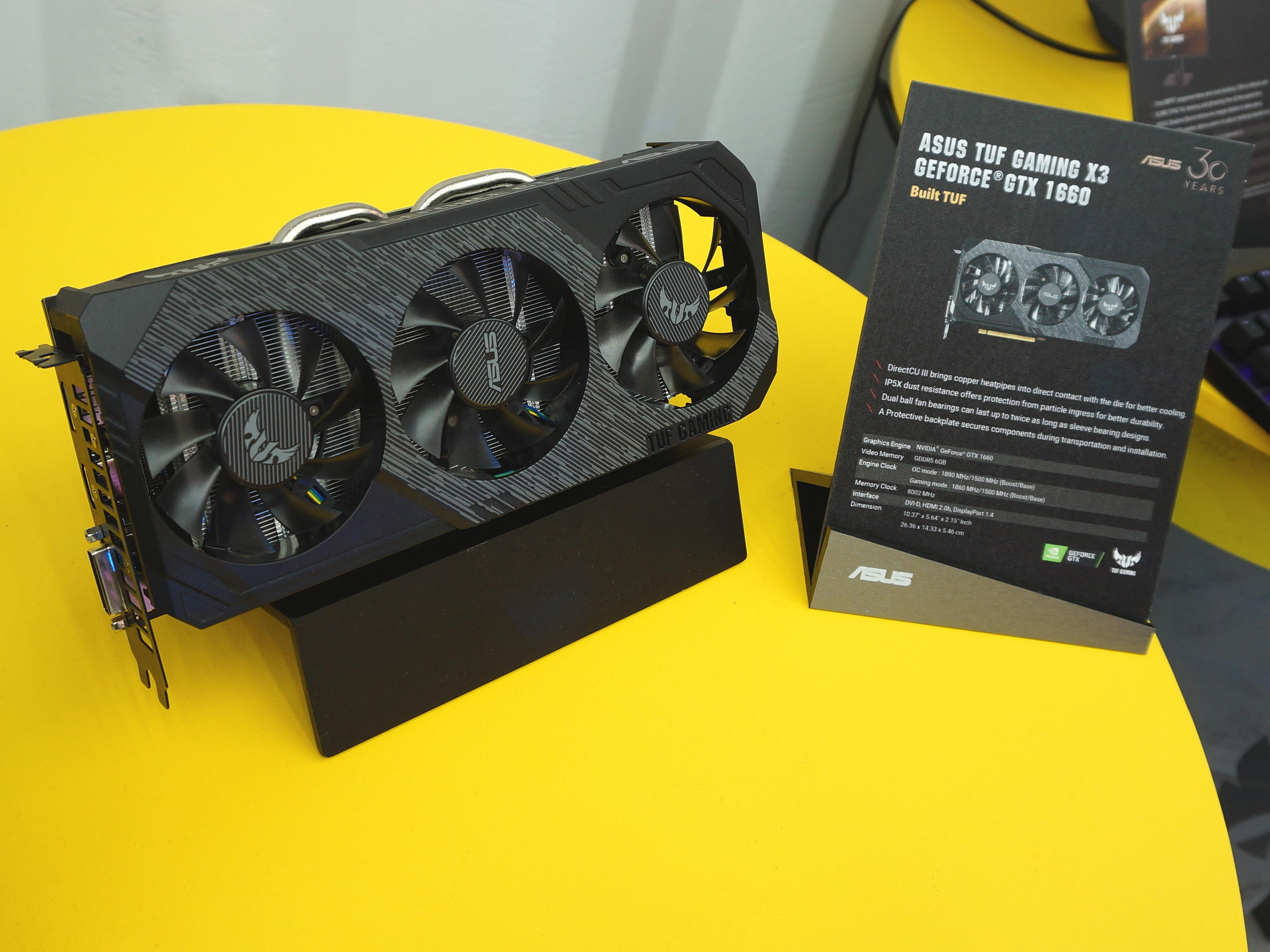
Przykładowa karta z serii GeForce GTX 16

Seria ta oparta jest na okrojonej mikroarchitekturze Turing znanej z kart Geforce 20.
Karty te są produkowane w procesie technologicznym TSMC's 12 nm FinFET, obsługują PCIe 3.0 x16.

## Szczegóły architektury
Seria Nvidia Geforce GTX 16 chociaż bazuje na tej samej architekturze Turing co [Geforce 20], to jednak ma znacznie mniejszą wydajność w ray tracingu i uczeniu maszynowym w porównaniu z serią Geforce 20, ponieważ nie ma rdzeni RT oraz Tensor.  
Karty GTX 16 obsługują ray tracing programowo, przy użyciu shaderów, co jest znacznie wolniejszym rozwiązaniem niż użycie sprzętowych rdzeni RT.
GeForce 16 podobnie jak GeForce 20 obsługuje DirectX 12, OpenGL 4.6, OpenCL 3.0 oraz Vulkan 1.2.
Cechy kart Nvidia Geforce 16:
- obsługują CUDA w wersji 7.5[5]
- NIE posiadają rdzeni RT (wspomagających ray tracing)[2]
- NIE posiadają rdzeni Tensor[6] (wspomagających uczenie maszynowe/sieci neuronowe)[2]
- kontroler pamięci z obsługą GDDR5/GDDR6
- DisplayPort 1.4a z DSC 1.2 (obsługa w zależności od modelu)[7]
- Dekoder PureVideo w wersji J (wszystkie modele oprócz tych opartych na chipsecie TU117-300-A1, który to posiada PureVideo w wersji "I" z architektura Nvidia Volta)[7]
- NIE posiadają mostka NvLink[8]
- NIE posiadają portu VirtualLink VR[7]

## Produkty
| Model               | Rok              | Nazwa kodowa    | Proces techn. (nm) | Liczba tranzystorów (mld) | Rozmiar (mm2) | Interfejs magistrali | Rdzenie CUDA | Jednostki mapowania textur | Jednostki rasteryzujace | Rdzenie RT | Rdzenie Tensor | SM | Częstotliwość taktowania | Częstotliwość taktowania | Częstotliwość taktowania | Szczytowy współczynnik wypełnienia (ang. fillrate) | Szczytowy współczynnik wypełnienia (ang. fillrate) | Pamięć      | Pamięć             | Pamięć   | Pamięć                       | Moc obliczeniowa GFLOPs (FMA) | Moc obliczeniowa GFLOPs (FMA) | Moc obliczeniowa GFLOPs (FMA) | TDP (waty) |
| Model               | Rok              | Nazwa kodowa    | Proces techn. (nm) | Liczba tranzystorów (mld) | Rozmiar (mm2) | Interfejs magistrali | Rdzenie CUDA | Jednostki mapowania textur | Jednostki rasteryzujace | Rdzenie RT | Rdzenie Tensor | SM | Podstawowa               | Turbo                    | Pamięć (MHz)             | Jednostki ROP (GP/s)                               | Jednostki teksturowania (GT/s)                     | Pamięć (GB) | Maks. pasmo (GB/s) | Typ DRAM | Szerokość szyny danych (bit) | Pojedynczej precyzji          | Podwójnej precyzji            | Połowicznej precyzji          | TDP (waty) |
| ------------------- | ---------------- | --------------- | ------------------ | ------------------------- | ------------- | -------------------- | ------------ | -------------------------- | ----------------------- | ---------- | -------------- | -- | ------------------------ | ------------------------ | ------------------------ | -------------------------------------------------- | -------------------------------------------------- | ----------- | ------------------ | -------- | ---------------------------- | ----------------------------- | ----------------------------- | ----------------------------- | ---------- |
| GeForce GTX 1630    | 28 czerwca 2022  | TU117-150-KA-A1 | 12                 | 4,7                       | 200           | PCIe 3.0 x8          | 512          | 32                         | 16                      | brak       | brak           | 8  | 1740                     | 1785                     | 12000                    | 16                                                 | 57,12                                              | 4           | 96                 | GDDR6    | 64                           | 1828                          | 57,12                         | 3656                          | 75         |
| GeForce GTX 1650    | 23 kwietnia 2019 | TU117-300-A1    | 12                 | 4,7                       | 200           | PCIe 3.0 x16         | 896          | 56                         | 32                      | brak       | brak           | 14 | 1485                     | 1665                     | 8000                     | 53,28                                              | 93,24                                              | 4           | 128                | GDDR6    | 128                          | 2661                          | 83,16                         | 5322                          | 75         |
| GeForce GTX 1660    | 14 marca 2019    | TU116-300-A1    | 12                 | 6,6                       | 284           | PCIe 3.0 x16         | 1408         | 88                         | 48                      | brak       | brak           | 22 | 1530                     | 1785                     | 8000                     | 73                                                 | 135                                                | 6           | 192                | GDDR6    | 192                          | 4308                          | 135                           | 8616                          | 120        |
| GeForce GTX 1660 Ti | 22 lutego 2019   | TU116-400-A1    | 12                 | 6,6                       | 284           | PCIe 3.0 x16         | 1536         | 96                         | 48                      | brak       | brak           | 24 | 1500                     | 1770                     | 12000                    | 88,6                                               | 177,1                                              | 6           | 288                | GDDR6    | 192                          | 4608                          | 144                           | 9216                          | 120        |